# Liz O’Donnell
Elizabeth „Liz“ O’Donnell (* 1. Juli 1956 in Dublin) ist eine frühere irische Politikerin.
Liz O’Donnell zog mit ihren Eltern im Alter von elf Jahren nach Limerick. Sie schloss am Trinity College Dublin in Rechtswissenschaften ab und arbeitete als Anwältin. Sie ist geschieden und hat zwei Kinder. Von 1985 bis 2009 war sie Mitglied der Progressive Democrats.
Von 1991 bis 1994 saß sie für Rathmines im Dublin City Council. 1992 trat sie erstmals für den Wahlkreis Dublin South an und wurde in den Dáil Éireann gewählt. Diesen Sitz konnte sie bis 2007 verteidigen.
Taoiseach Bertie Ahern ernannte sie am 1. Juli 1997 in seiner ersten Regierung zur Staatsministerin für Entwicklungshilfe und Menschenrechte im Außenministerium. Am 11. April 2002 wurde sie auch für den zurückgetretenen Bobby Molloy zur Staatsministerin für die Regierung ernannt. Mit dem Ende der Regierung schied sie am 6. Juni 2002 aus beiden Staatsministerposten aus. 
Seit 2015 ist sie im Vorstand der Road Safety Authority, der irischen Verkehrssicherheitsagentur.